# Metaleurodicus
Metaleurodicus es un género de insectos hemípteros de la familia Aleyrodidae, subfamilia Aleyrodinae. El género fue descrito primero por Quaintance & Baker en 1913.

## Especies
La siguiente es la lista de especies pertenecientes a este género.
- Metaleurodicus arcanus Martin, 2004
- Metaleurodicus bahiensis (Hempel, 1922)
- Metaleurodicus cardini (Back, 1912)
- Metaleurodicus griseus (Dozier, 1936)
- Metaleurodicus lacerdae (Signoret, 1883)
- Metaleurodicus minimus (Quaintance, 1900)
- Metaleurodicus phalaenoides (Blanchard, 1852)
- Metaleurodicus stelliferus Bondar, 1923
- Metaleurodicus tenuis Martin, 2004
- Metaleurodicus variporus Martin, 2004